# 12A busz (Budapest)
A budapesti 12A jelzésű autóbusz a Boráros tér és a Moszkva tér között közlekedett. A járatot a Budapesti Közlekedési Vállalat üzemeltette.

## Története
Először 1947. szeptember 16-ától járt 12A jelzésű busz, végállomásai és megszűnési időpontja ismeretlen.
1961-ben a Nagykörúton és az Alkotás utcán teljes kört járó 45-ös buszt 12-esre számozták át, a korábbi Boráros tér és Moszkva (ma: Széll Kálmán) tér közötti 12-es pedig a 12A jelzést kapta.
Az 1980-as évek elején a Boráros téri végállomását folyamatosan áthelyezték a tér átépítése miatt, egy ideig a Mester utcánál is volt kialakítva ideiglenes végállomása.
A 12A buszok 1988. január 3-án jártak utoljára, 4-étől a jelentősen gyorsabb 4-es és 6-os villamosok pótolták. Egy évig még a 12-es busz is pótolta, majd azt a járatot is lerövidítették, azóta a Nagykörúton nem közlekedik nappali buszjárat.

## Útvonala
| Moszkva tér felé | Boráros tér felé |
| --- | --- |
| Boráros tér vá. – Közraktár utca – Bakáts utca – Tompa utca – Ferenc körút – József körút – Lenin körút – Szent István körút – Margit híd – Mártírok útja – Moszkva tér vá. | Moszkva tér vá. – Mártírok útja – Bem József utca – Tölgyfa utca – Mártírok útja – Margit híd – Szent István körút – Lenin körút – József körút – Ferenc körút – Boráros tér vá. |

## Megállóhelyei
Az átszállási kapcsolatok között nincsen feltüntetve az azonos útvonalon közlekedő 12-es busz, 4-es villamos és 6-os villamos.
| 0  | Moszkva tér (ma Széll Kálmán tér) végállomás                     | 23 | 5, 5, 12, 16, 21, 21, 22, 22, 28, 39, 49, 56, 56E, 84, 116, 128, 156, 158, J 18, 56, 59, 61 |
| 1  | Széna tér                                                        | 22 | 39                                                                                          |
| 3  | Szász Károly utca (↓) Keleti Károly utca (↑) (ma Mechwart liget) | 20 | 11, 84                                                                                      |
| 5  | Margit híd, budai hídfő (↓) Török utca (↑)                       | 18 | Szentendrei HÉV 6, 26, 60, 60, 84, 86, 86, 91, 191 17                                       |
| 7  | Honvéd utca (↓) Sallai Imre utca (↑) (ma Jászai Mari tér)        | 16 | 6, 12, 15, 26, 91, 191 2, 2A 76, 79                                                         |
| 9  | Marx tér, Nyugati pályaudvar                                     | 14 | 6, 26, 91, 191 72, 73 Budapest-Nyugati                                                      |
| 11 | November 7. tér (ma Oktogon)                                     | 12 | Millenniumi Földalatti Vasút 1, 1, 4, 4A, 4, 12                                             |
| 13 | Wesselényi utca                                                  | 10 | 74                                                                                          |
| 15 | Blaha Lujza tér                                                  | 8  | 7, 7A, 7, 12, 78, 89, 99, 99 28, 29, 37 74                                                  |
| 17 | Rákóczi tér                                                      | 6  |                                                                                             |
| 19 | Baross utca (ma Harminckettesek tere)                            | 4  | 9, 9, 17 83                                                                                 |
| 21 | Üllői út (ma Corvin-negyed)                                      | 2  |                                                                                             |
| 23 | Boráros tér végállomás                                           | 0  | Csepeli gyorsvasút 12, 15, 23, 23, 54, 54 2, 2A                                             |

## Érdekességek
- Többször is látható a buszjárat egy (vagy talán több) busza a Moszkva téri végállomáson, a Szeretők című 1984-es magyar filmdráma egyes, külső helyszíneken felvett jeleneteiben.